# Piano Man (album)
 (septembre 2023).
La mise en forme du texte ne suit pas les recommandations de Wikipédia : il faut le « wikifier ».
Les points d'amélioration suivants sont les cas les plus fréquents. Le détail des points à revoir est peut-être précisé sur la page de discussion.
- Les titres sont pré-formatés par le logiciel. Ils ne sont ni en capitales, ni en gras.
- Le texte ne doit pas être écrit en capitales (les noms de famille non plus), ni en gras, ni en italique, ni en « petit »…
- Le gras n'est utilisé que pour surligner le titre de l'article dans l'introduction, une seule fois.
- L'italique est rarement utilisé : mots en langue étrangère, titres d'œuvres, noms de bateaux, etc.
- Les citations ne sont pas en italique mais en corps de texte normal. Elles sont entourées par des guillemets français : « et ».
- Les listes à puces sont à éviter, des paragraphes rédigés étant largement préférés. Les tableaux sont à réserver à la présentation de données structurées (résultats, etc.).
- Les appels de note de bas de page (petits chiffres en exposant, introduits par l'outil «  Source ») sont à placer entre la fin de phrase et le point final[comme ça].
- Les liens internes (vers d'autres articles de Wikipédia) sont à choisir avec parcimonie. Créez des liens vers des articles approfondissant le sujet. Les termes génériques sans rapport avec le sujet sont à éviter, ainsi que les répétitions de liens vers un même terme.
- Les liens externes sont à placer uniquement dans une section « Liens externes », à la fin de l'article. Ces liens sont à choisir avec parcimonie suivant les règles définies. Si un lien sert de source à l'article, son insertion dans le texte est à faire par les notes de bas de page.
- La présentation des références doit suivre les conventions bibliographiques. Il est recommandé d'utiliser les modèles {{Ouvrage}}, {{Chapitre}}, {{Article}}, {{Lien web}} et/ou {{Bibliographie}}. Le mode d'édition visuel peut mettre en forme automatiquement les références.
- Insérer une infobox (cadre d'informations à droite) n'est pas obligatoire pour parachever la mise en page.

Pour une aide détaillée, merci de consulter Aide:Wikification.
Si vous pensez que ces points ont été résolus, vous pouvez retirer ce bandeau et améliorer la mise en forme d'un autre article.
Albums de Billy Joel
Cold Spring Harbor
(1971) Street Life Serenade
(1974)
Piano Man est le deuxième album studio de l'artiste américain  Billy Joel, publié le 14 novembre 1973 par Columbia Records. L'album est né de difficultés juridiques avec l'ancien label de Joel, Family Productions, et est finalement devenu son album de référence.
La chanson titre, qui raconte de manière romancée les expériences de Billy Joel avec des personnes qu'il a rencontrées en tant que chanteur de salon à Los Angeles, se classe au 25e rang du Billboard Hot 100 américain et au 4e rang du classement du Adult Contemporary singles. Travelin' Prayer et Worse Comes to Worst atteignent respectivement les places 77 et 80 du Hot 100, tandis que l'album lui-même se classe à la 27e place du Billboard 200. L'album est certifié or par la RIAA en 1975, mais  Billy Joel ne reçoit que 8 000 dollars de royalties.

## Historique
Piano Man est le premier album de Joel sorti sous le label Columbia Records, après avoir quitté Family Productions, son ancien label, qui lui a permis d'enregistrer un premier album (Cold Spring Harbor, 1971). Mais c'est aussi l'album de la consécration, car cela lui permet de se faire connaître du public notamment avec la chanson-titre, sorti en single, se classe 25e du Billboard Hot 100 (classement des ventes de singles) et 4e du Hot Adult Contemporary Tracks aux États-Unis.

## Titres
toutes les chansons sont de Billy Joel :
1. Travelin' Prayer – 4:16
2. Piano Man – 5:37
3. Ain't No Crime – 3:20
4. You're My Home – 3:14
5. The Ballad of Billy the Kid – 5:35
6. Worse Comes to Worst – 3:28
7. Stop in Nevada – 3:40
8. If I Only Had the Words (To Tell You) – 3:35
9. Somewhere Along the Line – 3:17
10. Captain Jack – 7:15

## Personnel
- Billy Joel – piano, piano électrique, orgue, harmonica, chant
- Michael Omartian – accordéon, arrangements (1-4, 6-10)
- Jimmie Haskell – arrangements (5)
- Richard Bennett – guitares
- Larry Carlton – guitares
- Dean Parks – guitares
- Eric Weissberg – banjo, guitare pedal steel
- Fred Heilbrun – banjo
- Wilton Felder – basse
- Emory Gordy Jr. – basse
- Ron Tutt – batterie (1–9)
- Rhys Clark – batterie (10)
- Billy Armstrong – violon
- Laura Creamer – chœurs
- Mark Creamer – chœurs
- Susan Steward – chœurs

## Édition Legacy
Columbia Records a sorti une version Édition Legacy de deux disques de l'album en novembre 2011.
Cette édition comprenait une émission de radio FM de Philadelphie 93.3 WMMR FM 1972 légèrement tronquée de premières chansons que Joel a interprété et enregistré aux Sigma Sound Studios de Philadelphie, le 15 avril 1972. Cette émission de radio a été extrêmement importante pour le succès de la carrière musicale de Billy car, après l'enregistrement de l'émission, l'enregistrement en direct de "Captain Jack" a été joué par la station et est rapidement devenu "la chanson la plus demandée de l'histoire de la station". Une fois la popularité de cet enregistrement en direct connue, les personnes travaillant pour Columbia Records ont entendu l'enregistrement et signé Joel sur le label. L'émission radiophonique comprenait trois chansons ("Long, Long Time", "Josephine" et "Rosalinda") qui ne figuraient sur aucun des albums studio de Joel.

## Réédition de 2011
Live aux Studios Sigma Sound, Philadelphie, 15 avril 1972 :
1. "Introduction by Ed Sciaky" – 0:29
2. "Falling of the Rain" – 2:33
3. "Intro to Travelin' Prayer" – 0:17
4. "Travelin' Prayer" – 3:11
5. "Intro to Billy the Kid" – 0:50
6. "The Ballad of Billy the Kid" – 5:36
7. "Intro to She's Got a Way" – 1:03
8. "She's Got a Way" – 3:08
9. "Intro to Everybody Loves You Now" – 1:19
10. "Everybody Loves You Now" – 2:56
11. "Intro to Nocturne" – 0:59
12. "Nocturne" – 2:46
13. "Station ID and Intro to Turn Around" – 1:31
14. "Turn Around" – 3:26
15. "Intro to Long, Long Time" – 1:19
16. "Long, Long Time" – 4:46
17. "Intro to Captain Jack" – 1:19
18. "Captain Jack" – 6:56
19. "Intro to Josephine" – 1:40
20. "Josephine" – 3:23
21. "Intro to Rosalinda" – 0:33
22. "Rosalinda" – 3:03
23. "Tomorrow Is Today" – 5:11

## Personnel sur le disque bonus
- Billy Joel : piano, harmonica, chant
- Al Hertzberg : guitares
- Larry Russell : basse
- Rhys Clark : batterie